# Te Deum (Chile)

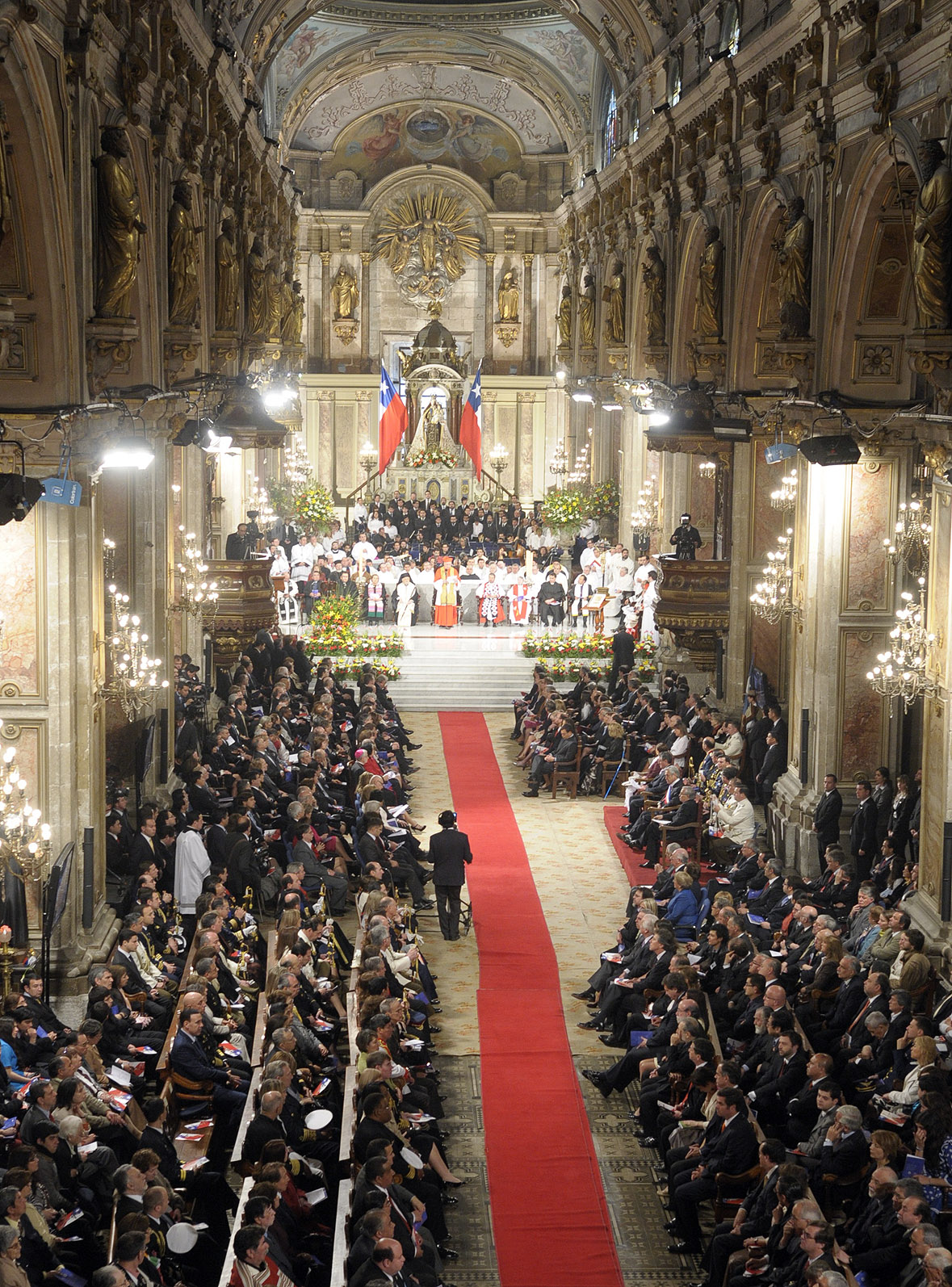
Catedral Metropolitana de Santiago durante el Te Deum de 2010.

El Te Deum Ecuménico de Fiestas Patrias es una liturgia de acción de gracias realizada en Chile cada 18 de septiembre (a las 11 horas) en la Catedral Metropolitana de Santiago desde 1811, con ocasión de las Fiestas Patrias que se celebran en ese país. En él participan las máximas autoridades chilenas encabezadas por el presidente de la República, así como representantes de las iglesias católica, ortodoxa, luterana, anglicana, bautista, metodista, metodista pentecostal, evangélica, y las comunidades judía y musulmana del país. 
Chile es uno de los pocos países del mundo que celebra un Te Deum con motivo de su fiesta nacional —otros países donde se realizan celebraciones similares son Argentina, Bélgica, Guatemala, Haití y Perú—.
Solo Chile, Argentina (desde 2015) y Perú efectúan un Te Deum con motivo de la asunción de un nuevo gobierno, siendo en Chile denominado «Oración ecuménica por Chile y su nuevo Gobierno», debido a que diferentes confesiones religiosas realizan una «Oración por la Patria y el presidente de la República» que asume ante el Congreso Nacional. Asimismo, hasta antes de 1970, se efectuaba una «Oración por Chile y su Gobierno», bajo el nombre de «Acción de Gracias», sin presencia de otras iglesias, aunque la fecha de este acto siempre varió.

## Historia

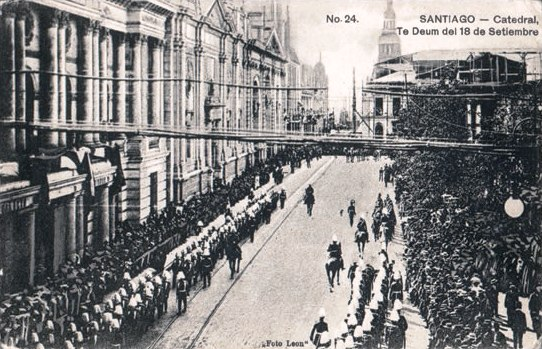
Ingreso al Te Deum en la Plaza de Armas de Santiago, a inicios del.

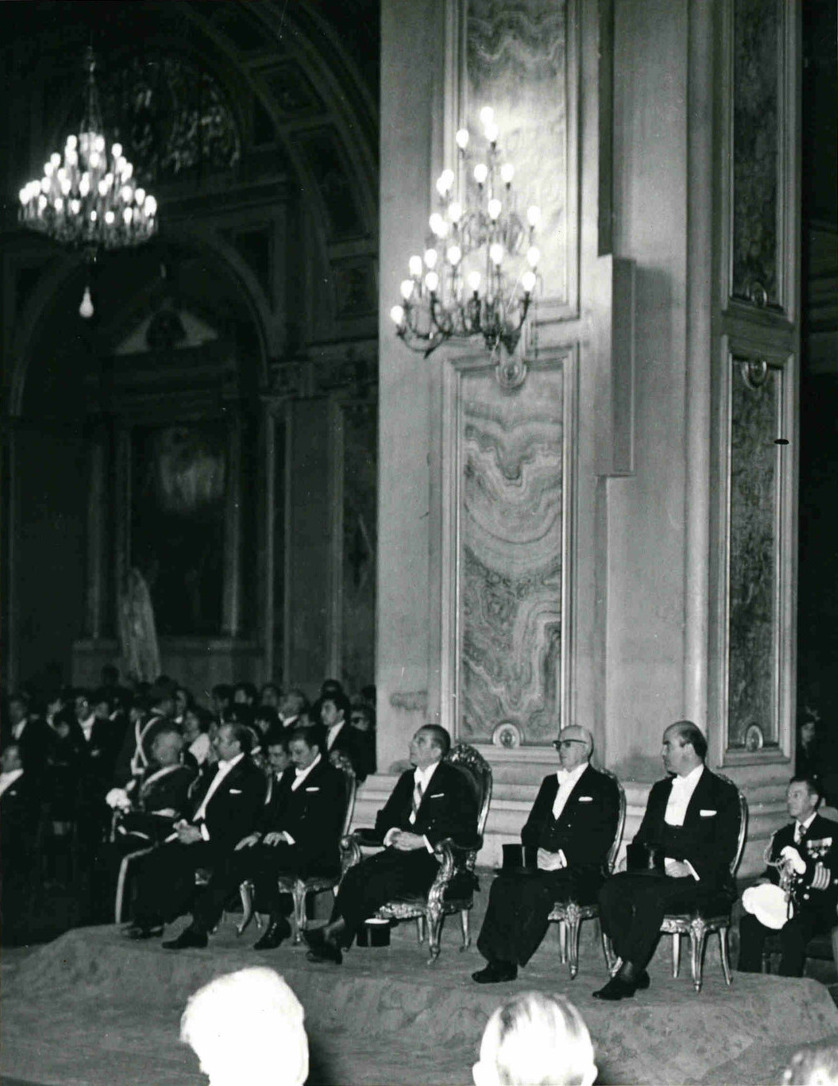
El presidente Eduardo Frei Montalva en el Te Deum de 1969.

El Te Deum se celebra tradicionalmente en Chile desde 1811, año en que el General José Miguel Carrera, pidió a la autoridad eclesiástica de la época que celebrara una Santa Misa de Acción de Gracias para conmemorar el primer aniversario de la Primera Junta Nacional de Gobierno, el día 18 de septiembre. Sin embargo, antes de la llegada de José Miguel Carrera a Chile, ya se celebraron algunos de carácter local como se señala en la elección de diputados por Los Ángeles a comienzos de ese mismo año:

«Pero el congreso principió, entre unos y otros, a un momentáneo rumor que prorrumpió en aclamación general nombrado por su diputado al señor alcalde ordinario don Bernardo O'Higgins Riquelme [...] En este estado, el señor diputado nombrado hizo renuncia de la vara de alcalde en la forma ordinaria, en manos del señor subdelegado y gobernador de las armas, quien la deposito en el maestre de campo don Francisco Riquelme de la Barrera [...] y seguidamente se dirigió el concurso a la iglesia parroquial (llevando a los señores diputados electos entre el señor gobernador de las armas y cura vicario interino), donde se cantó el Te Deum; y regresados, fue excesivo el júbilo del pueblo, repitiendo vivas a los protectores de sus derechos...

[...] Ante mí. —Miguel del Burgo, escribano de su majestad, público y de cabildo».
Acta de elección de diputados por la Villa de los Ánjeles, 10 de enero de 1811.

En sus primeros años el himno del Te Deum formaba parte de la Santa Misa, cantándose al final de esta. Solo a partir de 1870, a petición del entonces ministro Miguel Luis Amunátegui, el Te Deum se celebró sin Eucaristía, reemplazándose esta por una hora canónica del oficio divino o por una paraliturgia (desde la reforma posconciliar este acto es conocido como "Liturgia de la Palabra"). Hay que recordar que en aquel tiempo los fieles que comulgaban debían permanecer en ayuno por varias horas. Por esta razón, la solicitud fue acogida por el Arzobispo de Santiago, monseñor Rafael Valdivieso, y por el Cabildo Metropolitano. Sin embargo, en algunas ocasiones recientes el Canto de Tedeum ha vuelto a ser parte de una Eucaristía, como en septiembre de 2010 (75 años de edad del Cardenal Francisco Javier Errázuriz Ossa), en noviembre de 2010 (con motivo de la Gran Misa de Chile celebrada en el Templo de Maipú) y en marzo de 2013, durante la Misa de Acción de Gracias por la elección del papa Francisco. No obstante, en algunas diócesis, esta ceremonia aún es celebrada regularmente conforme al modo tradicional.
Desde el año 1971, el Te Deum tiene carácter ecuménico. Ese año, el entonces Arzobispo de Santiago, el Cardenal Raúl Silva Henríquez, invitó a obispos y pastores de otras Iglesias cristianas a participar con sus oraciones en esta ceremonia, accediendo así a una solicitud del entonces presidente de la República, Salvador Allende, quien al asumir el cargo, en noviembre de 1970, pidió a la autoridad eclesiástica que la ceremonia tuviera dicho carácter.
El año 2018, la ceremonia no fue presidida por el Cardenal Ricardo Ezzati, ya que estaba pasando por una formalización judicial debido a los encubrimientos de abusos sexuales en la iglesia en dónde más de 300 personas fueron afectadas entre los años 1970 y 2000.
En 2020, debido a la extensión de la pandemia del COVID-19, la Acción de Gracias por la Patria fue celebrada en el Santuario de la Inmaculada Concepción, ubicado en la cumbre del Cerro San Cristóbal, con la presencia de 50 personas.

## Ceremonia

### Lugar de celebración
El Te Deum siempre se ha celebrado en la Catedral Metropolitana de Santiago, excepto el que se realizó el día 18 de septiembre de 1973, coincidentemente una semana después del Golpe de Estado. La Junta Militar, que había tomado el poder, exigió al Cardenal Raúl Silva Henríquez que el Te Deum se celebrara en otro lugar, por motivos de seguridad. El Cardenal ofreció celebrarlo en la Iglesia de la Gratitud Nacional (Santuario de María Auxiliadora), perteneciente a su propia orden religiosa, los Padres Salesianos, en la Alameda. Primeramente se ofreció la idea de un Tedeum en la Escuela Militar y luego en el Templo de Maipú, sin embargo, tanto Maipú, como la Escuela Militar y la Catedral Metropolitana, fueron desechados por la Junta de Gobierno, por falta de francotiradores y salida de opositores al régimen.
En ocasiones en que 18 de septiembre o el día siguiente al Cambio de Mando Presidencial cae domingo, el Arzobispo de Santiago en ejercicio, puede excluir del precepto de concurrir a la Misa Dominical a los feligreses que participan de la Ceremonia de manera presencial, o quienes por motivos de extrema lejanía de algún lugar donde se celebra la Santa Misa, motivos de salud o privación de libertad no pueden concurrir a la Misa Dominical en sus parroquias o capillas, sigan el Te Deum por radio, televisión e internet. Para el Te Deum que se celebra en las demás diócesis, esta decisión no es necesariamente válida y queda a juicio del obispo de cada diócesis sobre los fieles de su jurisdicción.

### Versión musical
Por un largo período, la interpretación del Te Deum estuvo a cargo del coro del Seminario Pontificio Mayor de los Santos Ángeles Custodios y se cantaba en latín. Esta forma de oficiarlo duró prácticamente un siglo, hasta mediados de los años 1960. En 1968, se pidió al coro dirigido por el maestro Vicente Bianchi que interpretara el Te Deum. Es así como en 1970 se estrenó una nueva versión de esta Acción de Gracias, con la letra del padre Felipe Lázaro y la música de Vicente Bianchi. Esta versión se interpretó hasta el año 2000.
En 2001, se estrenó una nueva versión del cántico del Te Deum, cuya música pertenece a Fernando Carrasco, destacado compositor chileno, académico de la Facultad de Artes de la Universidad de Chile, y cuyo texto pertenece al padre Joaquín Alliende Luco. A partir de ese año es interpretado por una orquesta formada por destacados músicos de la Orquesta Filarmónica de Santiago y por un coro integrado por diversas agrupaciones musicales de parroquias de la arquidiócesis de Santiago, sumando un total de más de cien personas. La orquesta y el coro son dirigidos por el músico y compositor Fernando Carrasco. Bajo su dirección, desde 2003, se ha interpretado como canto de entrada "Ven Señor, esta es tu casa", y al término, luego del himno nacional de Chile, se entonaron los cantos "Aleluya Cristo sube a las alturas del Padre" y "Exultate Iusti" (este último forma parte de la banda sonora del filme "El Imperio del Sol"). Tras un corto tiempo del canto Aleluya Cristo sube a las alturas del Padre, solo Exultate Iusti queda como único Canto final hasta el año 2009, mientras que para la asunción de Sebastián Piñera como presidente de la República, solo se canta "Cristo ayer, hoy y siempre" (himno del Jubileo 2000 compuesto por monseñor Marco Frisina en Roma), en reemplazo de Exultate Iusti, porque repetía varias veces la palabra Aleluya, cantándose solo para la Oración ecuménica por Chile y su nuevo gobierno 2006. La omisión de ese canto, correspondía no solo al tiempo de Cuaresma en el cual cayó esta ceremonia, sino también al luto que afectaba al país, luego del terremoto del 27 de febrero de 2010. A partir de 2009, tanto en el Tedeum de Fiestas Patrias como en el Bicentenario del Congreso Nacional, el himno nacional se ha ejecutado antes de la bendición final y, tras esta última, se ha suprimido dicho momento por la frase «podéis ir en paz», dando paso al «Aleluya» de Vicente Bianchi y al «Exultate Iusti». La tradición a la usanza del Tedeum celebrado hasta el año 2008, se siguió haciendo en la Oración ecuménica por Chile y su nuevo Gobierno, cuando asumió la presidencia de la República Sebastián Piñera, cuando se terminó cantando primero el himno nacional y, a su término, el himno del Jubileo del año 2000. Solo en el año 2001, se agradeció la presencia de una parroquia que participó del coro en aquel entonces.
En 2011, el coro y orquesta fueron dirigidos por el pianista Danilo Rodríguez Donoso, con participación del coro del arzobispado de Santiago de Chile y la orquesta compuesta por distintos músicos, varios de ellos participantes en el medio de la música católica como es el caso de Juan Guillermo Negrete Grandón, compositor y guitarrista titular de la orquesta. En la misma ceremonia, se retomó el fragmento del Te Deum de Vicente Bianchi y la cueca «Aleluya, cantemos al amor de los amores» (aclamación al evangelio, de la Misa a la chilena de Vicente Bianchi [1965]), como canto final. En la misma ceremonia, ha habido desde 2001, coros de parroquias formando parte de la Escuela de música del arzobispado de Santiago, en 2009 y 2010 un Coro de Niños y desde 2012, un coro de señas del Colegio cardenal Carlos Oviedo Cavada. Además de cantarse en Fiestas Patrias, el Tedeum suele cantarse en grandes ocasiones solemnes de la Iglesia, como cuando asume un nuevo papa o fecha similar, al final de la misa. Desde 2013, se reemplaza el Aleluya de Bianchi por Chile una Mesa para Todos, que en el Te Deum del Bicentenario del Congreso Nacional y en la Oración Ecuménica por Chile y su Gobierno 2014, era Canto de Entrada. Desde 2015, se mantuvo prácticamente la estructura del Te Deum del Congreso Nacional en 2011.

### Transmisión
Desde 1969 hasta 2018, Televisión Nacional de Chile y Canal 13 fueron los encargados de transmisión, exceptuándose en 1979, cuando esta ceremonia no fue emitida por Cadena Nacional de Radio y TV, y en 1985.[cita requerida] La excepción era La Red, que no emitía la ceremonia durante los años 1990, y en su lugar emitía dibujos animados.[cita requerida]
Desde 2009, esta Ceremonia se empezó a transmitir en alta definición, siendo Mega y los Canales del Senado y la Cámara de Diputados, quienes transmitieron el Tedeum por el Bicentenario del Congreso Nacional Chileno. Internet empezó a transmitir esta Ceremonia desde el año 2003, tanto en emisión para audio, como para video, sumándose las Redes Sociales Facebook y Twitter desde el año 2008 y al año siguiente los canales de noticias por cable. Se exceptúa en 1979, que el Tedeum no fue transmitido por Cadena Nacional de Radio y Televisión, debido a la Homilía titulada «No hemos sido escuchados», por tensión entre la Iglesia y el Gobierno.
En 2018, los canales de televisión exigieron que la Iglesia Católica que costeara los gastos de transmisión, ya que anteriormente se realizaban de manera gratuita, sin obtener el financiamiento. Tras ello, se decidió cobrar al gobierno, pero las autoridades también se negaron debido al plan de austeridad que llevaba a cabo. Por ello, desde ese año que tanto el Te Deum ecuménico como el Te Deum evangélico no son emitidos por televisión abierta.

## Celebraciones litúrgicas afines

### Oración ecuménica por Chile
Cuando asume un nuevo presidente de la República, el nombre de Te Deum se reemplaza por el de Oración ecuménica por Chile y su nuevo gobierno, ceremonia a la que el presidente electo es invitado por el arzobispo de Santiago. Hasta antes de 1970, esta oración se llevaba a cabo con clérigos católicos en la catedral Metropolitana de Santiago el mismo día en que asumía el nuevo presidente de la República. Su carácter ecuménico proviene desde 1970, cuando asumió Salvador Allende la presidencia. El 11 de marzo de 1981, se celebró una oración similar, tras aprobarse la Constitución Política de la República de Chile de 1980.
La ceremonia realizada en 2010, tras asumir la presidencia Sebastián Piñera, fue celebrada en la explanada de la Catedral Metropolitana de Santiago por el cardenal Francisco Javier Errázuriz en solidaridad con las familias que perdieron sus hogares en el terremoto del 27 de febrero anterior. La última ceremonia de este tipo se realizó el 12 de marzo de 2022, al asumir su mandato el presidente Gabriel Boric Font, siendo presidida por el Arzobispo de Santiago, Mons. Celestino Aós Braco. 
Ceremonias similares se realizan en regiones los intendentes regionales y gobernadores provinciales en otras diócesis al momento de asumir sus investiduras.

### Bicentenario del Congreso Nacional

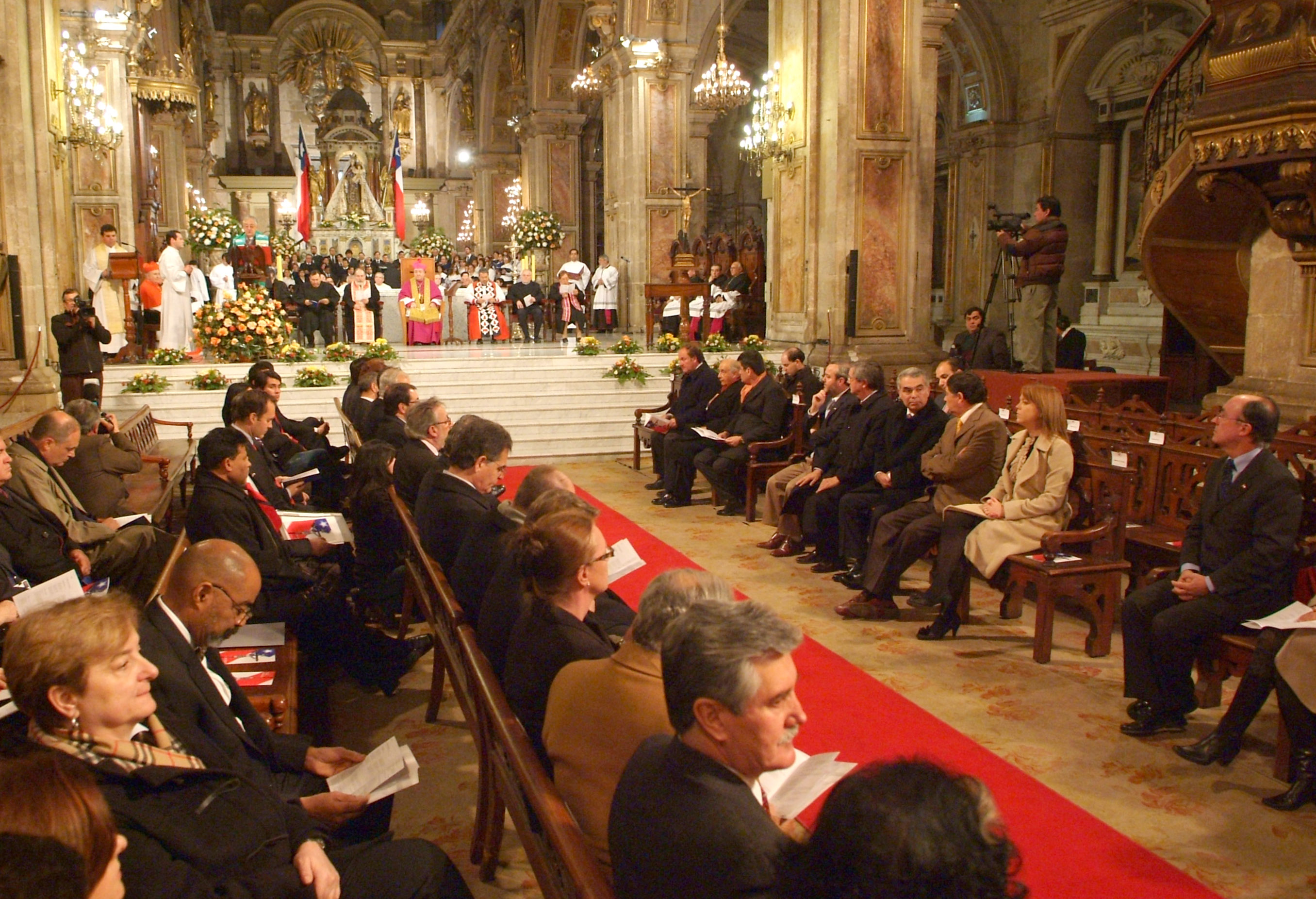
Te Deum Ecuménico en el bicentenario del Congreso Nacional de Chile.

El domingo 3 de julio de 2011, a petición de los presidentes del Senado y Cámara de Diputados de Chile, se celebró un Te Deum para pedir por los 200 años del Congreso de Chile, con un esquema muy parecido al usado en las Fiestas Patrias. En esa ocasión, y en ausencia de monseñor Ricardo Ezzati (arzobispo de Santiago) por encontrarse en Roma recibiendo el palio arzobispal, le correspondió ser presidido por el obispo auxiliar y vicario general de Santiago, monseñor Cristián Contreras Villarroel. En aquella oportunidad, los parlamentarios realizaron la Promesa de Chile, que en el Te Deum 2010 la hizo el cardenal Francisco Javier Errázuriz ante las autoridades del país. Además, ante la Cruz de 1810 se presentaron como ofrenda algunas de las leyes aprobadas en los 200 años de historia del Congreso, tales como la abolición de la esclavitud (primera ley de la República de 1811), la chilenización y nacionalización del cobre (entre 1967 y 1971) y la reforma procesal penal (primera ley del siglo XXI, aprobada en 2000), entre otras.

### Te Deum diocesanos
En las catedrales de las 22 diócesis y 4 arquidiócesis restantes de Chile, el 18 de septiembre a la misma hora del Te Deum ecuménico se realiza una ceremonia homóloga, presidida por los obispos o arzobispos respectivos, contando con la presencia de las autoridades regionales. En la mayoría de estos solo intervienen clérigos católicos, a excepción de Copiapó, Valparaíso, Concepción y Temuco donde también tienen un carácter ecuménico. En la diócesis de San Bernardo, el Te Deum es celebrado a la antigua usanza, con misa pontifical solemne.
En algunos casos, suele celebrarse en los días previos al 18 de septiembre, como es el caso del Te Deum correspondiente a las comunas circundantes a la sede diocesana, el que es presidido por su párroco o vicario episcopal en ejercicio, teniendo este o no quedando a juicio del celebrante, un carácter ecuménico. En la Región de Valparaíso, empezó a celebrarse un Tedeum ecuménico juvenil, a partir del año 2011, organizado por las pastorales juveniles y universitarias de las distintas iglesias cristianas de la zona. Además, en diócesis como Valparaíso y Copiapó, el Te Deum suele ser celebrado los días previos a Fiestas Patrias, en horario matinal o vespertino, con presencia de fieles y autoridades. En el último tiempo, aparte de las Diócesis acá señaladas, más Santiago, otros Obispados como Iquique, Puerto Montt y Punta Arenas, han incorporado a las convocatorias de los Te Deum Diocesanos de Fiestas Patrias, Ministros de Otros Credos.
En algunas ciudades de Chile también se celebra el Te Deum el día aniversario de la fundación de las mismas.

## Ceremonias de otros credos

### Servicio de Acción de Gracias evangélico

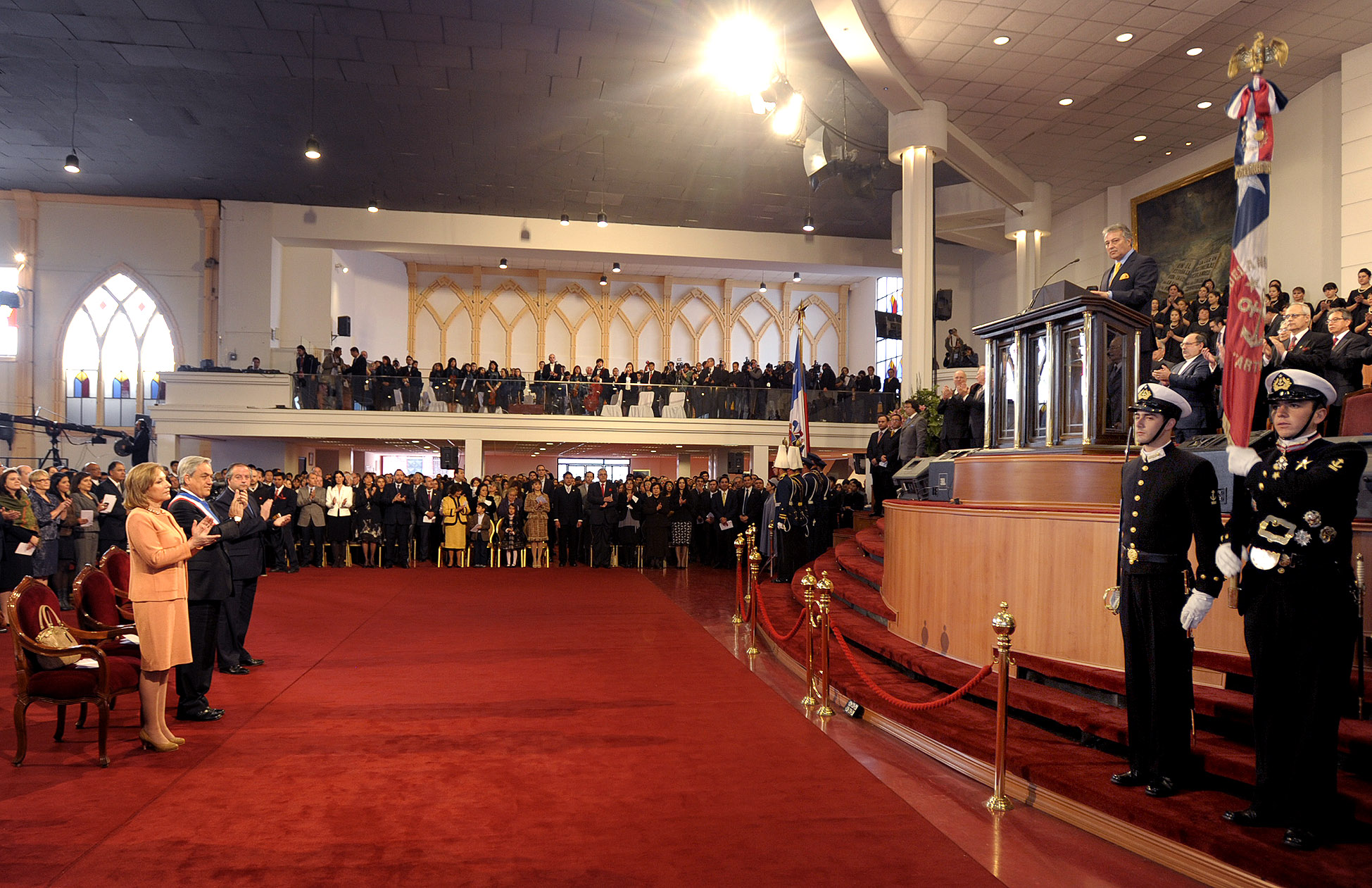
«Te Deum evangélico» de 2010.

El domingo inmediatamente anterior al 18 de septiembre de cada año, se realiza el Servicio de Acción de Gracias de la Unión de Iglesias Evangélicas de Chile, conocido popularmente como «Te Deum evangélico», al que asisten las principales autoridades del país, encabezadas por el presidente de la República.
Esta ceremonia fue instaurada en 1975 por iniciativa de Augusto Pinochet —cabe destacar que, al mes siguiente del primer «Te Deum evangélico», fue expulsado de Chile el obispo de la Iglesia luterana Helmut Frenz, copresidente junto con monseñor Fernando Ariztía del Comité Pro Paz—; en 1997 el gobierno de Eduardo Frei Ruiz-Tagle la estableció como una de las cuatro actividades oficiales del gobierno chileno para conmemorar la independencia del país.
Este servicio ha congregado a los fieles de las Iglesias evangélica y metodista pentecostal, quienes por doctrina no se suman al Te Deum ecuménico, en la Catedral Evangélica de Chile (1975-2018), el principal templo de la Primera Iglesia Metodista Pentecostal de Chile, y en el Centro Cristiano Internacional (2019-2021).Actualmente, su organización fue asumida por la Iglesia Metodista Pentecostal de Chile (IMPCH), dirigida por el pastor Edmundo Centeno Céspedes, a partir de 2022.Este ha sido celebrado en las catedrales de Maipú, Puente Alto,y San Bernardo.
Aunque el nombre propio de esta ceremonia es «Servicio de acción de gracias», se le llama «Te Deum» por homología puesto que en el ritual propio de la liturgia evangélica pentecostal no está considerado el cántico del tedeum. Sin embargo, en el Libro de Oración Común de la Iglesia anglicana de Chile, específicamente en el Culto de Alabanza, se encuentra el cántico del tedeum, así como otros himnos y textos comunes a la Iglesia católica. 
Al igual que el Te Deum ecuménico, el «Te Deum evangélico» es celebrado en otras ciudades de Chile.

### Tefiláde Acción de Gracias
Con motivo del Bicentenario de la Primera Junta Nacional de Gobierno en 2010, la comunidad judía residente en Chile ofreció una solemne Tefilá (Oración de Acción de Gracias), en la cual se inauguró la Gran Sinagoga de Santiago, con la presencia de autoridades encabezadas por el presidente Sebastián Piñera. En los años siguientes, esta ceremonia se ha realizado en la sinagoga de la comunidad israelita sefaradí.

## Controversias
El Te Deum evangélico en 2017 fue altamente cuestionado en el espectro político, al criticar explícitamente las gestiones liberales de la presidenta de entonces, Michelle Bachelet, invitada como es lo usual a la ceremonia. Parte de los responsables de las críticas fueron integrados al año siguiente al segundo gobierno de Sebastián Piñera. En 2018, producto de la aprobación de la Ley de identidad de género, se esperaron nuevas acciones políticas por parte de esta ceremonia religiosa.